# 安东尼娜·霍夫曼

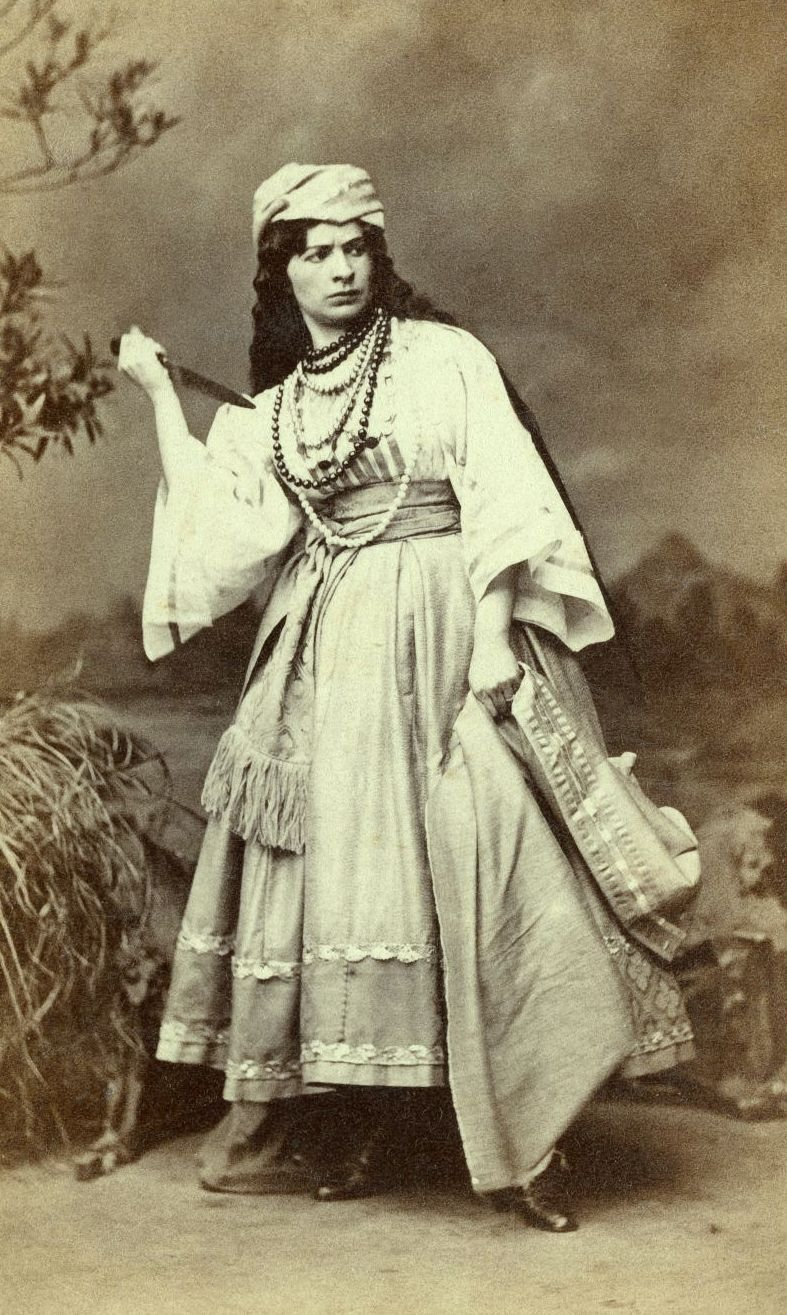
安东尼娜·霍夫曼

安东尼娜·霍夫曼（Antonina Hoffmann；1842年6月16日—1897年6月16日），波兰戏剧演员，也是斯坦尼斯瓦夫·科伊米安（Stanisław Koźmian）推出的所谓“克拉科夫学派”的主要代表。她的演艺生涯在维多利亚时代跨越了五十年。

## 早年
安东尼娜·霍夫曼是扬·霍夫曼和埃米莉亚（旧姓蒂尔）的女儿，出生于波兰切比尼亚的一个贫穷的德国血统的地主福音派家庭中。与家人的愿望相反，她决定要走上舞台；1858年，她开始向扬·克鲁利科夫斯基（Jan Królikowski）学习私人表演课程，同年成为华沙约瑟夫·里赫特戏剧学校的学生。1859年，17岁的她在罗兹迈托希奇剧院的埃米尔·奥吉耶（Émile Augier）和朱尔·桑多（Jules Sandeau）的喜剧《Touchstone》中扮演弗雷德里卡·瓦格纳（Fredericka Wagner），完成了她的舞台处女秀。她后来与该剧团在利沃夫、波兹南、布拉格和华沙的演出中多次亮相。她是斯坦尼斯瓦夫·科伊米安的同事和终身伴侣（这种关系一直持续到她去世，但他们未正式结婚），并成为他“克拉科夫学派”的表演者，涉及对戏剧文本的深入分析。

## 生涯
除去几个短暂的插曲外，1893年之前，霍夫曼一直在克拉科夫工作，起初由普法伊费尔（Pfeiffer）指导，后来由亚当·米瓦谢夫斯基（Miłaszewski，1863-1865年间）的指导。米瓦谢夫斯基的导演生涯惨败，公司破产，导致了霍夫曼职业生涯中的一些低潮。与米瓦谢夫斯基的争吵使她离开了克拉科夫剧院；1865年，她加入了塔尔努夫的康斯坦丁·苏利科夫斯基公司。1865年，亚当·斯科鲁普卡（Adam Skorupka）成为克拉科夫市立剧院的负责人，科伊米安开始与他合作。霍夫曼回来后被选入剧院的剧目，在克拉科夫和在波兹南、克里尼察、凯尔采、塔尔诺和布拉格客串演出。在此期间，她去了维也纳和巴黎，观察那里的戏剧。

## 去世
晚年后，她的事业减少，同时也在与癌症作斗争。霍夫曼在她55岁生日那天在克拉科夫去世。她被埋葬在拉科维茨基公墓中她的朋友海伦娜·莫杰斯卡和温杜夫的家族墓地。同年11月，她的尸体被移到自己的墓地，那里装饰着米哈乌·科尔帕尔的艺术家雕塑半身像和墓志铭，上面写着她为克拉科夫舞台奉献了37年。